# Antonio Muñoz (architecte)
Pour les articles homonymes, voir Antonio Muñoz (homonymie) et Muñoz.
Antonio Muñoz, né à Rome le 14 mars 1884 et mort dans la même ville le 22 février 1960, est un historien de l'art et un architecte italien.
Il a à son actif la restauration de nombreuses églises de Rome et l'aménagement urbanistique de plusieurs quartiers du centre historique de la ville. Il est en outre le fondateur et premier directeur du musée de Rome en 1930.

## Biographie
Antonio Muñoz naît le 14 mars 1884 à Rome d'Augusto Muñoz et Angela Neri. Sa famille paternelle, d'origine castillane, se fixe à Rome au XVIIIe siècle.
Antonio fait des études à l'université de Rome « La Sapienza » dont il sort, lauréat en Lettres, en 1906. Il étudie ensuite l'histoire de l'art auprès d'Adolfo Venturi. Pendant cette période, il suit des cours à l'Académie des beaux-arts à Paris, visite l'Autriche, la Russie et le Moyen-Orient et commence à publier dans une revue d'art italienne.
En 1909 il devient professeur à l'université de Naples. De 1914 à 1928 il est « soprintendente » aux monuments du Latium puis inspecteur général des antiquités et beaux-arts du « governatorato » de Rome de 1928 à 1944. Il travaille à l'aménagement urbanistique de plusieurs zones du cœur historique de Rome.
Il dirige les chantiers de restauration de plusieurs églises de Rome, dont la basilique Sainte-Sabine à laquelle il redonne son aspect originel (1914-1919) puis en 1936-1937. À son actif également les restaurations de la basilique des Quatre-Saints-Couronnés (1912-1914) ou du temple de Portunus (1921-1925)
Le 12 avril 1930, il inaugure le musée de Rome dont il est le premier directeur.
Dès sa jeunesse, il rédige de nombreux articles et ouvrages d'archéologie et d'histoire de l'art, mais également des recueils de poésie. Il fonde en 1936 une revue consacrée à l'histoire, l'art, les lettres et les traditions à Rome.
Il meurt en 1960 dans sa ville natale à l'âge de 75 ans. Une voie d'Ostia Antica, à Rome, porte son nom.

## Publications
Liste non exhaustive.
- (it) I codici greci miniati delle minori biblioteche di Roma, Florence, Alfani e Venturi, 1905, 100 p. (lire en ligne).
- (it) Iconografia della Madonna : studio delle rappresentazioni della Vergine nei monumenti artistici d'Oriente e d'Occidente, Florence, Alfani e Venturi, 1905, 220 p.
- Monumenti d'arte medioevale e moderna, Pubblicazione a fascicoli, Roma, Danesi, 1906
- La Galleria Borghese in Roma, Roma, W. Modes, 1909
- Studi d'arte medievale, Roma, Modes, 1909
- Basilica di S. Pietro, Collezione Monumenti d'Italia, Roma, Garzoni Provenzani, 1910
- Il restauro della chiesa e del chiostro dei ss. Quattri Coronati, Roma, Ed. Danesi, 1914
- Elogio del Borromini, Roma, Stab. tip. E. Armani, 1918
- La basilica di Santa Sabina in Roma : descrizione storico-artistica dopo i recenti restauri, Milano, Alfieri e Lacroix, 1919
- Roma barocca, Roma-Milano, Casa editrice d'arte Bestetti e Tumminelli, 1919
- G. B. Piranesi, Roma-Milano, Casa editrice d'arte Bestetti e Tumminelli, 1920
- Roma di Dante, Roma-Milano, Casa editrice d'arte Bestetti e Tumminelli, 1921
- S. Pietro in Vaticano, Collezione Le chiese di Roma illustrate, Roma, Casa ed. Roma, 1924
- Campidoglio, Roma, Stab. Tip. Arte della stampa, 1930
- Il Museo di Roma, Roma, Governatorato di Roma, 1930
- Via dei monti e via del mare, Roma, Biblioteca d'arte, 1932
- La via del Circo Massimo, Roma, Tumminelli, 1934
- Roma di Mussolini, Milano, Treves, 1935
- Architettura gotica : appunti di storia dell'arte medioevale, Roma, Gruppo dei fasci dell'Urbe, 1937
- Il restauro della Basilica di Santa Sabina, Roma, Palombi, 1938
- Roma medioevale, Roma, Edizioni Italiane, 1939
- Rembrandt, Collezione I grandi pittori, Novara, Istituto Geografico De Agostini, 1941
- Van Dyck, Collezione I grandi pittori, Novara, Istituto Geografico De Agostini, 1941
- Velazquez, Collezione I grandi pittori, Novara, Istituto Geografico De Agostini, 1942
- L'isolamento del colle capitolino, Roma, Arti graf. fratelli Palombi, 1943
- La basilica di S. Lorenzo fuori le mura, Roma, Palombi, 1944
- Domenico Fontana architetto (1543-1607), Bellinzona, Ist. Edit. Ticinese, 1944
- Figure romane, Roma, A. Staderini, 1944
- D'Annunzio a Roma (Muñoz ed altri), Roma, Palombi, 1955
- Antonio Canova : le opere, Roma, Palombi, 1957
- Roma nel primo Ottocento, Roma, Palombi, 1961 (posthume)